# Rolando Giuseppe dalla Valle
Giuseppe Rolando (Aurelio Odoardo Luigi) dalla Valle (Mantova, 11 agosto 1808 – Torino, 22 febbraio 1891) è stato un politico italiano.
Figlio del marchese Lelio Vincenzo, fu decurione e sindaco di Casale Monferrato negli anni 1842-1844 nonché presidente del ricovero di mendicità ubicato in Torino.